# Маркович, Михайло

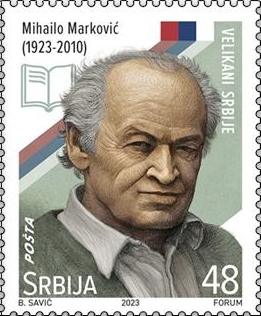
Почтовая марка Сербии, приуроченная к столетию со дня рождения сербского философа-марксиста, доктора философии, представителя Школы праксиса Михайла Марковича, 2023

Михайло Ма́ркович (серб. Михаило Марковић) (24 февраля 1923 года Белград — 7 февраля 2010 года Белград) — сербский философ-марксист, доктор философии, представитель Школы праксиса.

## Биография
Родился в Белграде 23 февраля 1923 года. Отца звали Милютин, а мать — Милева. В 1940 году вступил в молодёжную организацию Коммунистической партии Югославии. В 1941 году закончил Вторую Белградскую гимназию. Участвовал во Второй мировой войне, где дослужился до капитана НОАЮ. Будучи югославским партизаном, стал членом компартии.
Окончил философский факультет в Белграде в 1950 году. В этом же университете в 1951 году избран доцентом, а в 1953 году ведущим доцентом. Получил докторскую степень в 1955 году с работой на тему «формализ в современной логике», а в Лондоне в 1956 году на тему «Концепция логики». На факультете философии был избран доцентом в 1956 году, в 1963 году стал профессором. Декан факультета философии 1966/67 годах. Попечитель Института философии 1967—1975 годах в Белграде. Являлся научным сотрудником Центра по философии и социальной теории Института социальных наук в Белграде с 1981 по 1986 годы. Один из основателей Института философии и социальной теории, Белградского университета. Ушел в отставку в 1986 году.
Член-корреспондент Сербской Академии наук и искусств в 1963 году. Секретарь Отделения общественных наук 28 мая 1998 года. 2 октября 2001 года член Президиума отделения общественных наук. 30 мая 2002 года и до его смерти был представителем Академии на международном научном сообществе в Брюсселе. Являлся членом Европейской академии наук и искусств в Зальцбурге с 1993 года.
Написал несколько книг, некоторые из которых, такие как «Диалектические теории значений» (1961) и «Основы философской науки» (1981), которые являются мировым наследием философии.
Преподавал в нескольких университетах Европы, Канады и США. Являлся президентом Югославской ассоциации по философии (1960-62), член знаменитого философского журнала «Праксис» и многих других изданий.
Умер в Белграде 7 февраля 2010 года.

## Политические взгляды
Являлся одним из главных критиков Иосипа Броз Тито и Союза коммунистов Югославии. Участник демонстраций 1968 года в Белградском университете. Соавтор Меморандума Сербской академии наук и искусств. Один из основателей Социалистической партии Сербии.
В ноябре 2004 года выступал свидетелем со стороны защиты Слабодана Милошевича в Гаагском суде.

## Увлечение
В молодости М. Маркович был сильным шахматистом. Он дважды участвовал в чемпионатах Югославии. В составе сборной Югославии стал серебряным призером Балканиады. Также в составе национальной сборной он участвовал в матче со сборной Чехословакии.

### Спортивные результаты
| Год  | Город   | Соревнование                                      | + | - | = | Результат | Место         |
| ---- | ------- | ------------------------------------------------- | - | - | - | --------- | ------------- |
| 1946 | Загреб  | Чемпионат Югославии                               | 6 | 6 | 6 | 9 из 18   | 8—11          |
| 1947 | Любляна | Чемпионат Югославии                               | 6 | 5 | 6 | 9 из 17   | 8—10          |
|      | София   | Балканиада (сборная Югославии, ?-я доска)         | 2 | 0 | 1 | 2½ из 3   | Команда — 2-я |
|      | Загреб  | Матч Югославия — Чехословакия (против Э. Рихтера) | 0 | 1 | 1 | ½ из 2    |               |